# Draco Malfoy
Draco Malfoy (r. 5. lipnja 1980.) antagonist je u romanima o Harryju Potteru spisateljice J. K. Rowling i najveći neprijatelj Harryja Pottera u Hogwartsu.
Draco je opisan kao visoki dječak blijeda, ušiljena lica, svijetle kose i hladnih plavih očiju. Harry ga opisuje kao razmaženu, arogantnu i sebičnu osobu. Malfoy često zadirkuje Rona Weasleyja zbog siromaštva njegove obitelji, a Hermionu Granger ne može podnijeti zbog njezinog bezjačkog podrijetla te je često naziva "mutnjakušom".
Tom Felton glumi Draca Malfoya u svim filmovima o Harry Potteru.

## Pozadina i uloga u priči
Draco je jedino dijete Luciusa i Narcisse Malfoy, a preko svoje je majke, koja je rođakinja Siriusa Blacka, povezan i s obitelji Black.
Malfoyeva glavna uloga u priči jest ona Harryjeva neprijatelja u školi. Kako sazrijeva, njegova uloga postaje sve važnija i na posljetku se pridružuje smrtonošama. Njegovi su roditelji također bili sljedbenici Lorda Voldemorta i iako su, nakon što je Voldemort izgubio moć, tvrdili da su bili pod utjecajem crne magije, ponovno su mu se vratili kad se on vratio svoje tijelo.

## Draco u knjigama o Harryju Potteru

### Harry Potter i Kamen mudraca
Malfoy ima 11 godina na početku prve knjige. U knjizi se prvi put pojavio u trgovini "Odjeća za sve prigode kod gospođe Malkin", dok se u filmu prvi put pojavljuje tek nakon dolaska u školu. Malfoy je u početku bio razgovorljiv i pokušavao je Harryja uvesti u razgovor. Malfoy je rekao Harryju da planira nagovoriti oca da mu kupi novu trkaću metlu. To je Harryja podsjetilo na Dudleyja Dursleya, Harryjeva razmaženog rođaka. Zatim je ismijavao Hagrida s kojim se Harry već sprijateljio, a na kraju je otvoreno pitao Harryja jesu li njegovi roditelji bili "našeg soja" (čarobnjaci) što je Harry smatrao uvredljivim pitanjem. Razišli su se bez predstavljanja. Počeli su se "mrziti" kad su se ponovno sreli u vlaku za Hogwarts. Harry je odbio Malfoyevu ponudu za prijateljstvo nakon što je Malfoy ismijao obitelj Rona Weasleyja.
Draco je odmah postao poznat kao nasilnik koji se koristi psihološkom manipulacijom i verbalnim zadirkivanjima. Uvijek je u pratnji dva Slytherina, Vincenta Crabbea i Gregoryja Goylea, koji izvršavaju svaku Malfoyevu zapovijed.
Malfoy je najdraži učenik Severusa Snapea, učitelja Čarobnih napitaka i predstojnika doma Slytherina. Zbog toga se Draco često uspijeva izvući iz kazne zbog ponašanja na satovima Čarobnih napitaka zbog kojeg bi Harry inače završio u kazni.
Prije metlobojske utakmice između Gryffindora i Slytherina rekao je da će na metli Harryja zamijeniti žaba, a kako to nikome nije bilo smiješno počeo je govoriti o tome kako on misli da se biraju igrači metloboja u Gryffindorima. Rekao je da Harryja žale jer nema roditelje,a Weasleyjeve jer nemaju novaca. Također je rekao da bi i Neville Longbottom mogao igrati jer nema pameti. Nakon toga Ron i Neville su se uhvatili u koštac s Malfoyem, Crabbeom i Goyleom.

### Harry Potter i Odaja tajni
U drugoj je knjizi Malfoy osigurao mjesto tragača u slytherinskoj metlobojskoj ekipi kad je njegov otac ekipi donirao sedam trkaćih metli Nimbus 2001. Nove su metle pomogle Slytherinima da nadjačaju gryffindorske lovce u prvoj utakmici sezone, ali je Harry uspio uhvatiti zlatnu zvrčku prije Malfoya pa su Gryffindori pobijedili.
Malfoy je prvi u knjigama otvorio pitanje predrasuda prema čarobnjacima bezjačkog podrijetla nazvavši Hermionu Granger "mutnjakušom". Zbog mržnje prema učenicima bezjačkog podrijetla, Harry i njegovi prijatelji mislili su da je Malfoy Slytherinov baštinik koji otvara Odaju tajni. Harry i Ron, koristeći višesokovni napitak kojim su preuzeli obličja Crabbea i Goylea, uspjeli su saznati da Malfoy, iako bi drage volje pomogao napadaču, nema nikakve veze s otvaranjem Odaje i napadima na učenike bezjačkog podrijetla.

### Harry Potter i zatočenik Azkabana
Tijekom prvog predavanja iz Skrbi za magična stvorenja Malfoya je napao Hagridov hipogrif Kljunoslav. Malfoy je neko vrijeme preuveličavao težinu svoje ozljede što je Slytherinima omogućilo da odgode metlobojsku utakmicu protiv Gryffindora. Malfoy i njegov otac također su pokušali iskoristiti "ozljedu" u pokušaju da Hagrid dobije otkaz. Iako njihov plan nije uspio, Kljunoslav je osuđen na smrt (ali ga kasnije spase Harry i Hermiona). U toj ga je knjizi Hermiona ošamarila zato što se rugao Hagridu iz njegovih leđa.

### Harry Potter i Plameni pehar
Malfoy je napravio značke za podršku Cedricu Diggoryju na Tromagijskom turniru i bio je jedan od prvih koji ih je pokazao Harryju. Te su značke mijenjale fraze pa je nakon što ih je osoba dotaknula na njima pisalo "Potter smrdi". Draco je osim toga davao Riti Skeeter netočne i zlobne informacije i priče o Harryju Potteru i Hagridu. Na Božićni bal došao je s Pansy Parkinson.
Rugao se Harryju govoreći mu da se kladio sa svojim ocem koliko će Harry minuta izdržati u sljedećem zadatku na Tromagijskom turniru. Harry mu je okrenuo leđa, Draco ga je htio ureći, ali ga je prof. Moody preobrazio u tvora.
Na kraju knjige, u Hogwarts Expressu, rugao se Harryju, Ronu i Hermioni zbog Voldemortova povratka u svoje tijelo govoreći da će sada Voldemort prvo ubiti "mutnjake i ljubitelje bezjaka". Zatim je pokušao reći da je Cedric Diggory zapravo bio prvi, ali nije to uspio reći zato što je na njega bačen urok koji ga je onesvijestio.

### Harry Potter i Red feniksa
Draco je izabran za Slytherinskog prefekta, a pridružio se i Inkvizitorskom odredu ravnateljice Umbridge koji je imao važnu ulogu u razotkrivanju Dumbledoreove Armije čiji je vođa bio Harry. Malfoy je osobno uhvatio Harryja bacivši na njega urok spoticanja i obavijestivši o tome Umbridgeovu što je Slytherinima donijelo pedeset bodova. Bio je i dio skupine koja je uhvatila Harryja dok je pokušavao provaliti u Umbridgeičin kabinet. Na kraju knjige bio je potišten zbog odlaska svog oca u Azkaban i zajedno s Crabbeom i Goyleom prijetio je Harryju da će mu se osvetiti za to. Harryju su u pomoć priskočili članovi Dumbledoreove Armije koji su na Malfoya, Crabbea i Goylea bacili toliko uroka da su na kraju bili nalik velikim puževima golaćima.

### Harry Potter i Princ miješane krvi
Malfoy je na početku radnje šeste knjige imao 16 godina. Harry je sreo Malfoya u trgovini gospođe Malkin, nakon čega su Malfoy i njegova majka napustili trgovinu odbijajući kupiti školsku odoru tamo gdje kupuju oni bezjačkog podrijetla i njihovi simptatizeri. Harry i njegovi prijatelji kasnije su tog dana, skriveni pod plaštom nevidljivosti, vidjeli Malfoya u Borginu i Burkesu, trgovini koja prodaje predmete usko vezane uz crnu magiju. U Hogwarts Expressu Harry napušta svoj odjeljak pod plaštom nevidljivosti kako bi špijunirao Malfoya. Našao ga je u odjeljku s ostalim Slytherinima, Pansy Parkinson, njegovom djevojkom, Crabbeom i Goyleom, i načuo je njihov razgovor o zadatku kojeg je Malfoyu povjerio Lord Voldemort. Međutim, Draco je primijetio Harryja, odnosno njegovu cipelu, i nakon što su ostali Slytherini otišli baca na Harryja urok, slama mu nos i ostavlja ga zarobljenog pod plaštom nevidljivosti u vlaku koji je krenuo za London. Nymphadora Tonks ipak je uspjela na vrijeme izvući Harryja iz vlaka.
Harry je velik dio školske godine proveo špijunirajući Malfoya uz pomoć plašta nevidljivosti i mape za haranje, ali nije uspijevao pratiti Malfoya nakon što bi ovaj ušao u sobu potrebe. Kad je Katie Bell zamalo ubila ukleta ogrlica iz Borgina i Burkesa, a Ron Weasley otrovan je medovinom namijenjenom Dumbledoreu, Harry je počeo sumnjati da iza napada stoji Draco. Harry je kasnije otkrio da je Malfoy dolazio plakati u kupaonicu Plačljive Myrtle; kad je Malfoy u kupaonici ugledao Harryja, njih su dvojica počeli bacati uroke jedan na drugoga. Harry je za obranu od kletve Cruciatus koju je na njega pokušao baciti Malfoy, odlučio iskoristiti čaroliju Sectumsempra koja je kod Malfoya izazvala jako krvarenje. Malfoy se oporavio od te čarolije zato što mu je u pomoć brzo priskočio Snape.
Kad su se Harry i Dumbledore vratili u Hogwarts nakon putovanja na kojem su trebali pronaći horkruks, a tijekom kojeg je Dumbledore ozbiljno oslabio, iznad Astronomskog tornja ugledali su Tamni znamen. Nakon slijetanja na toranj, Malfoy je zaskočio i razoružao Dumbledorea koji je u tom trenutku, umjesto da zaštiti sebe, zaštitio Harryja koji je bio pod plaštom nevidljivosti. Dumbledore je mirno razgovarao s Dracom i naveo ga je da mu otkrije kako i zašto ga je Malfoy pokušavao ubiti tijekom školske godine. Malfoy mu je objasnio da mu je Lord Voldemort naredio da ubije Albusa Dumbledorea, i da je njegov plan bio da popravi ormar za nestajanje u Sobi potrebe u Hogwartsu kako bi mu smrtonoše pomogle u ubojstvu. Dumbledore je točno zaključio da je Draco tijekom školske godine pomišljao kako neće uspjeti popraviti ormar za nestajanje pa ga je zato, u očaju, pokušao ubiti trovanjem i ukletom ogrlicom. Na kraju je Malfoy rekao Dumbledoreu da je nekoliko smrtonoša uspjelo doći u Hogwarts i da je jedan od njih ispalio Tamni znamen iznad škole kako bi namamio Dumbledorea. Ipak, Draco nije sposoban ubiti ravnatelja, iako je ovaj bespomoćan, pa je Dumbledorea ubio Severus Snape. Nakon ubojstva Snape i Draco pobjegli su iz škole.